# Ernst Møller
Ernst Johannes Møller, född den 19 juni 1860 i Middelfart, död den 16 oktober 1916 i Köpenhamn, var en dansk jurist.
Møller blev 1877 student och 1892 juris doktor vid Köpenhamns universitet samt 1900 højesteretssagfører. Bland hans med rätta mycket uppmärksammade juridiska skrifter kan nämnas doktorsavhandlingen Dækningsadgang eller Fordringsret (1892), vidare Forudsætninger (1894) och Tinglysning (1897). En annan skrift av Møller, Landstingsopløsning, statsretlige Synspunkter (1902), är också bemärkt (och bemött av Henning Matzen). Även som religionsfilosofisk författare uppträdde Møller, med arbetet Oldmester og hans Bog (1909, handlar om Lao-tse).